# American Society of Clinical Hypnosis
Die American Society of Clinical Hypnosis (ASCH) ist ein US-amerikanischer Berufsverband für Klinische Hypnose mit Sitz in Bloomingdale (Illinois). Gegründet wurde die Gesellschaft 1957 von Milton H. Erickson mit dem Ziel der Vernetzung und Weiterbildung von Fachleuten, der Sensibilisierung der Öffentlichkeit für die Vorteile der Hypnose und der Beseitigung von Vorurteilen ihr gegenüber. Zu ihren Mitgliedern zählen unter anderem Psychologen, Psychiater, klinische Sozialarbeiter, Ehe- und Familientherapeuten, Ärzte, Pfleger und Zahnärzte. Die Gesellschaft hält unter anderem regelmäßig Tagungen ab und verleiht Weiterbildungszertifikate. Ihr Publikationsorgan ist das American Journal of Clinical Hypnosis (AJCH), das seit 2011 von Routledge herausgegeben wird.